# Michael Netzer
Michael Netzer (Detroit, 9 oktober 1955) is een Amerikaans striptekenaar en filosoof.

## Levensloop

### Kinderjaren en studie
Netzer werd in 1955 in Detroit geboren onder de naam Michael Nasser als zoon van Libanese immigranten. Vanwege een zware polioziekte bracht hij van zijn derde tot zijn elfde levensjaar door in de Libanese geboortestad van zijn vader, Dayr Qūbil (ca. tien kilometer oostelijk van Beiroet). Ondanks dat zijn ziekte zijn linkerheup en -been gedeeltelijk verlamd heeft, genas hij volledig. Na zijn terugkeer in de VS en schooltijd vertrok hij voor een studie illustratie en grafische kunst naar de Wayne State University in Michigan.

### Begin als striptekenaar

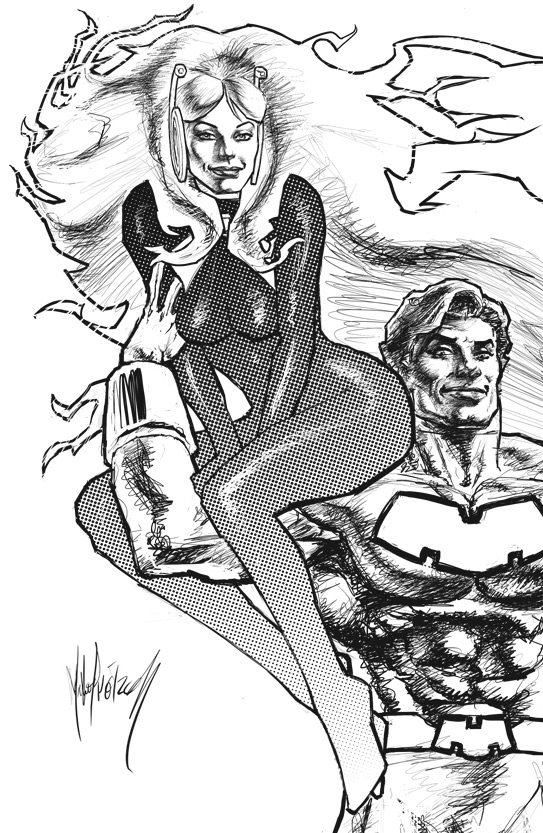
Ms. Mystic

In 1975 begon Nasser in New York met het beroepsmatig tekenen van comics. Hierin werd gestimuleerd door striptekenaar Neal Adams die hij bij een comicconventie in Michigan leerde kennen. In de jaren zeventig deed hij dat voor de uitgevers DC Comics en Marvel Comics met bekende personages als Batman, Wonder Woman, Kobra, Superboy & Legion of Super Heroes, Green Arrow & Black Canary, Supergirl, Martian Manhunter, Black Lightning & Supergirl (DC Comics) resp. Spider-Man (Marvel) en de creatie van hem en Neal Adams, Ms. Mystic.

### Filosofische omwenteling
In 1977 voltrok zich een drastische verandering in zijn leven nadat hij een persoonlijke vorm van spiritualiteit ontwaarde en hij zijn levensgezellin Cindy Burrell en hun dochter  verliet, om voortaan in San Francisco te wonen. Zijn nieuwe filosofie - een complexe, deels esoterische, samensmelting uit sociaal-politieke hypotheses, reflecties over het zonnesysteem en de oproep tot het meewerken aan de verwezenlijking van het ideaal van een duurzame wereldvrede - presenteerde Nasser voor het eerst in zijn artikel The Old, New and Final Testaments in het tijdschrift Star*Reach # 12.
Parallel aan zijn tekenwerk reisde Nasser de daaropvolgende jaren door de VS om zijn aandoenlijke doch merkwaardige idee te propageren om een nieuwe politieke hiërarchie door middel van de comic te vestigen. Talrijke kunstenaars en redacteuren die in deze tijd met Nasser samenwerkten, maakten gewag van zijn messiaanse, aan realiteitszinsverlies en waanzin grenzende manier van doen.
Tijdens een reis in Libanon in 1981-82 die hij ondernam om zijn persoonlijke geloof te verdiepen, raakte Nasser in de gevechtslinie terecht van de Israëlisch-Libanese Oorlog van 1982. Hij onttrok zich uiteindelijk in 1983 aan het oorlogsgeweld door een waaghalzige taxirit door een militaire grensversperring naar Israël heen. Na zijn studie van het Hebreeuws in verschillende kibboetsen vestigde Nasser zich op de Westelijke Jordaanoever in de nederzetting Ofra. Daar leerde hij zijn tweede vrouw kennen, Elana Joseph, met wie hij vijf kinderen kreeg. Hier veranderde hij zijn achternaam in Netzer.

### Carrièrevervolg

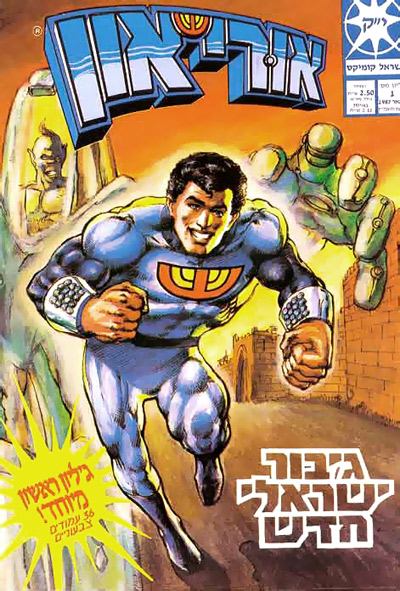
Voorpagina van Uri-On, getekend door Netzer in 1987

Samen met Jonathan Duitch en Yossi Halpern ontwierp Netzer in 1987 de eerste superheldenstrip van Israël, Uri-On, dat een herontdekking van de comic inluidde voor het land.
In 1991 keerde Netzer terug naar New York om voor de Atelier Continuity Studios van Neal Adams te werken, totdat ze grote ruzie kregen over de rechten van het personage Ms. Mystic die uitmondde in een rechtsgang in 1993 voor de New Yorkse rechtbank die zonder resultaat in 1995 werd stopgezet.
Voor DC Comics verzorgde Netzer aan het begin van de jaren negentig opnieuw een groot aantal projecten. Zo tekende hij voor enkele uitgaven uit de serie Detective Comics van Chuck Dixon, zette hij de one-shot Armageddon: Agenda neer en tekende hij mee aan de comicroman Batman/Green Arrow: The Poison Tomorrow van Denny O'Neil en de die miniserie The Huntress.

### Terugkeer naar Israël
Nadat hij met de comic Lady Justice met Neil Gaiman bij Tekno Comics afleverde, keerde Netzer in 1994 terug naar Israël. Ondanks dat hij sinds die tijd geen noemenswaardig werk als striptekenaar meer heeft afgeleverd, bleef hij een prominente persoonlijkheid binnen de Amerikaanse comicwereld. Dit is mede toe te schrijven aan zijn veelvuldige internetactiviteiten. Hij onderhoudt bijvoorbeeld een veelvoud aan internetpagina's met daarop zijn persoonlijke opvattingen over filosofie, religie, de maatschappelijke relevantie van het medium comic en de noodzaak van het opnemen van politieke invloed door personen uit de kunstwereld.
- Biblioteca Nacional de España: XX1047529
- Gemeinsame Normdatei: 125300496X
- International Standard Name Identifier: 0000 0003 7084 8616
- Library of Congress Control Number: n2016003534
- Nationale Bibliotheek van Tsjechië: xx0213231
- Système universitaire de documentation: 248915576
- Union List of Artist Names: 500478336
- Virtual International Authority File: 250238664
- WorldCat: E39PBJqFRb36rdfDw9CBXHFBT3